# Драконово дърво агаве
Драконово дърво агаве (Agave attenuata) е цъфтящо многогодишно растение от рода агаве известно още като „Лъвска опашка“, „Лебедова шия“ и „Лисича опашка“, заради нетипичното за рода си извито стъбло на цвета. То е популярно декоративно градинско растение заради липсата на шипове по върха на листата.

## Местообитание
Драконовото дърво агаве е местен вид за щата Халиско в централната част на Мексико, където се среща в малки колонии при 1900-2500 m надморска височина. Растението е рядко срещано в дивата природа. Натурализирано е в Мадейра, Либия и в Североизточна Австралия.

## Описание
Стъблата обикновено варират от 50 до 150 cm по дължина и остават оголени заради окапването на старите листа. Листата са яйцевидно-заострени, 50-70 cm дълги и 12-16 cm широки, бледи на цвят – вариращи от светлосиво до светло жълтеникаво зелено. Върховете им, въпреки че са заострени, нямат типичните за рода агаве твърди бодли. Съцветието е гъст грозд с височина 2,5 до 3 метра, със зеленикаво-жълти цветове.

## Отглеждане
Драконовото дърво агаве предпочита сравнително влажна глинеста почва, въпреки че може да се справи с бедни почви и сухи условия. Трябва да бъде защитено от пряка слънчева светлина през лятото и от дълги периоди на замръзване.

## Галерия
- Agave attenuata
- Цъфтеж
- Близък план на цвета
- Семена